# Vater Staat

Uncle Sam

Mutter Heimat ruft

Vater Staat als Personifikation des Staates ist eine politische Metapher. Als Fortentwicklung der traditionellen Vaterlands-Metapher setzte sie seit dem 19. Jahrhundert neue Akzente in der politischen Kultur. Sie wird meist liebevoll-ironisch gebraucht und schreibt dem Staat die – väterliche – Rolle einer fürsorglichen und gerechten auch zeitweise strengen Obrigkeit zu, welche die soziale Ordnung und damit letztlich das Leben jedes einzelnen Menschen mehr oder weniger weitreichend regelt.
Die Wendung vom Vater Staat wurde ein verbreiteter stehender Begriff in der politischen Debatte.

## Gebrauch
Das Bild entspricht tendenziell dem Staatsverständnis der sozialistischen und teilweise auch konservativen Strömungen des politischen Spektrums. Die einen sehen den Staat in erster Linie als Sozialstaat (Sozialisten) die anderen eher als Garanten der Ordnung (Konservative).
Dem Liberalismus scheint eine solche Betrachtungsweise fremd und sie verwenden die Metapher vom Vater Staat daher auch abwertend-polemisch als Begriff gegen ein „etatistisches“ Staatsverständnis, das in ihren Augen die Eigenverantwortung des Individuums auf den Staat abwälzt.
Die unterschiedlichen, ideologisch motivierten Vereinnahmungen des „Vater Staat“ bringt der Gewerkschafter Heinrich Stühmer (1863–1945), dem 1899 der bürgerliche deutsche Staat als Hort des Kapitalismus eine klar übermächtige und als solche fragwürdige Vaterfigur war, wie folgt auf den Punkt:

„Da liegt den deutschen Unternehmern, welche den Vater Staat als den Nachtwächter und Beschützer ‚ihres sauer erworbenen Eigenthums‘ betrachten, doch nichts näher, als nach Polizeihilfe zu rufen gegen diese ‚ewig unzufriedenen‘, von ‚gewissenlosen Agitatoren aufgestachelten‘ Arbeiter, die sich vermessen, von dem Ertrage ihrer geleisteten Arbeit einen höheren Antheil zu fordern.“

Der Begriff wird manchmal komplementär zu Mutter Natur genutzt.

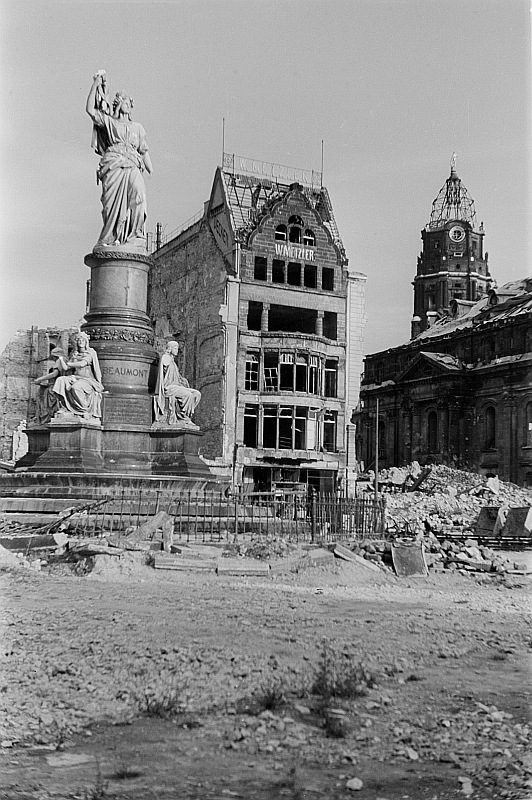
Germania in Dresden